# Tractat de París (1815)

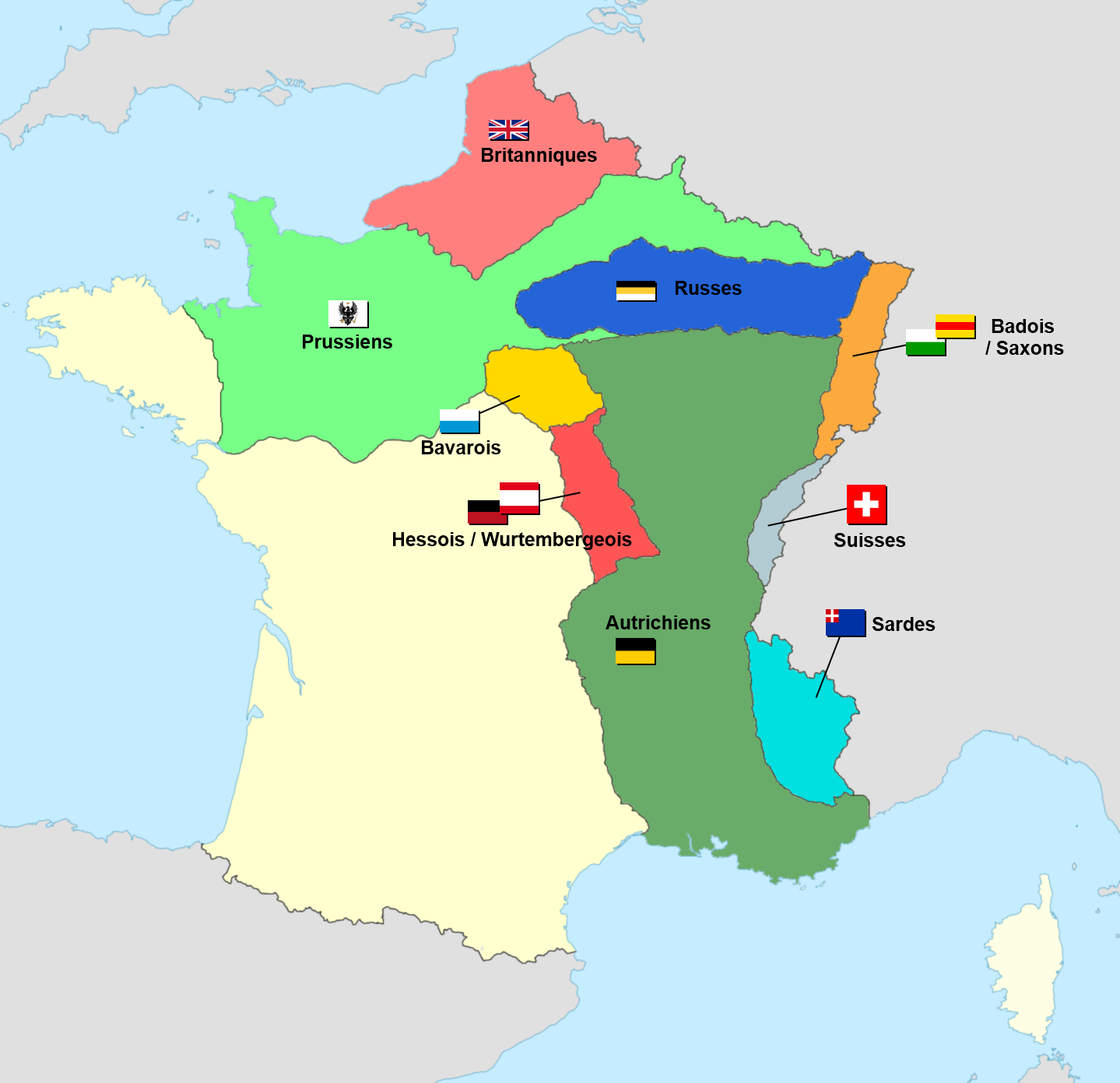
Territori francès on va entrar en vigor l'ocupació dels aliats.

El Tractat de París es va signar el 20 de novembre 1815 després de la desfeta de Napoleó a Waterloo. França i els aliats (Àustria, Imperi Rus, Prússia, el Regne Unit i el Regne Unit dels Països Baixos) n'eren les signataris. El tractat estipulava que França tornés a les seves fronteres de 1790, que pagués 700 milions de francs d'indemnitzacions i el cost d'un exèrcit d'observació de 150.000 soldats. Aquest tractat era un compliment a les conclusions del Congrés de Viena i del Tractat de Fontainebleau (1814).

## Precedents
Després dels Cent Dies que van seguir la fugida de Napoleó de l'Illa de Elba, aquest s'havia fet més fort que després del Tractat de París de 1814, negociat per Charles Maurice de Talleyrand, gràcies a l'ampli suport que Napoleó tenia a tota França. França s'havia vist reduïda a les seves fronteres de 1790 i havia perdut el terreny guanyat pels exèrcits revolucionaris entre 1790 i 1792. Els Tractats obligaven a França a pagar 700 milions de francs en concepte d'indemnitzacions per tal de mantenir uns exèrcits aliats d'ocupació de 150.000 soldats a les seves fronteres durant almenys cinc anys. Encara que inicialment alguns dels aliats, especialment Prússia, van reclamar una major cessió de territoris de l'est, la rivalitat entre les pròpies potències aliades i el desig general de la restauració borbònica van fer que la pau resultés menys onerosa del que podia haver estat. .

## Contingut
Aquesta vegada, França no signava el tractat: el tractat va ser signat per Gran Bretanya, Àustria, Rússia i Prússia. La devolució de tresors artístics també és una part destacable del tractat.
El tractat, promulgat En nom de la Santíssima i Indivisible Trinidad, era una bestreta de la tornada dels Jesuïtes exiliats i del nou paper de la religió, especialment de la religió Catòlica, com a reacció a l'era de Napoleó. El tractat era breu, i a part de preservar a França i a Europa de les convulsions amb les quehavia estat amenaçada per les últimes empreses de Napoleó Bonaparte, els signants repudiaven també la Revolució francesa: ...i els mètodes revolucionaris reproduïts a França.
El tractat es presenta amb el desig de consolidar, mantenint inviolable l'autoritat reial, i restaurant les operacions de la Carta Constitucional, l'ordre de les coses que havien estat feliçment restablides a França. La Carta Constitucional a la que es refereix amb tanta esperança, era la Constitució francesa de 1791, promulgada en les postrimetries de l'Antic Règim a conseqüència de l'esclat de la Revolució. Les seves intencions per al govern de França podien fàcilment anar per mal camí malgrat les paternals intencions del seu rei, com el tractat subratlla.
El Primer Tractat de París, del 30 de maig de 1814, i l'Acta Final del Congrés de Viena, del 9 de juny de 1815, van ser confirmats íntegrament en aquest segon tractat.
El mateix dia, i en un document separat, Gran Bretanya, Rússia, Àustria i Prússia renovaven la Cuádruple Aliança.

### Article addicional sobre la tracta d'esclaus
Un article addicional annexa al Tractat de Pau definitiu, va abordar la qüestió de l'esclavitud. Es va reafirmar la  Declaració de les potències, sobre l'abolició de la tracta d'esclaus, del 8 de febrer de 1815  (que també va formar part de l' ACT, N ° XV. de la Llei final del Congrés de Viena) i va afegir que els governs de les parts contractants "sense pèrdua de temps, ... cal trobar les mesures més eficaces per la sencera i definitiva abolició d'un comerç tan odiós, i tan fortament condemnat per les lleis de la religió i de la naturalesa ".